# Обрион, Жан

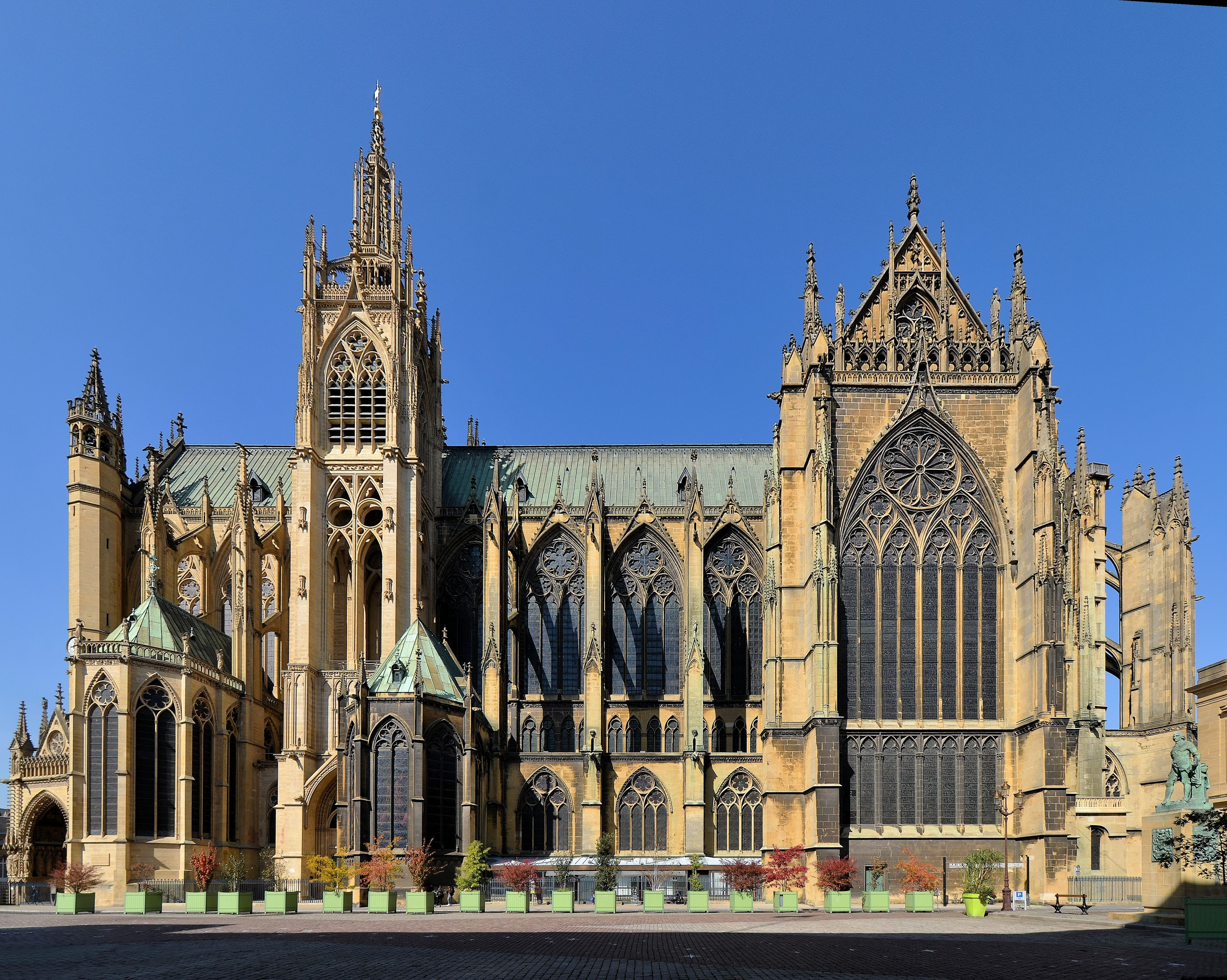
Кафедральный собор Св. Стефана в Меце, 1220—1550 гг.

Жан Обрион (фр. Jean Aubrion, Jehan Aubrion; 1441 — 10 октября 1501) — французский хронист и мемуарист конца XV столетия из города Меца.

## Биография

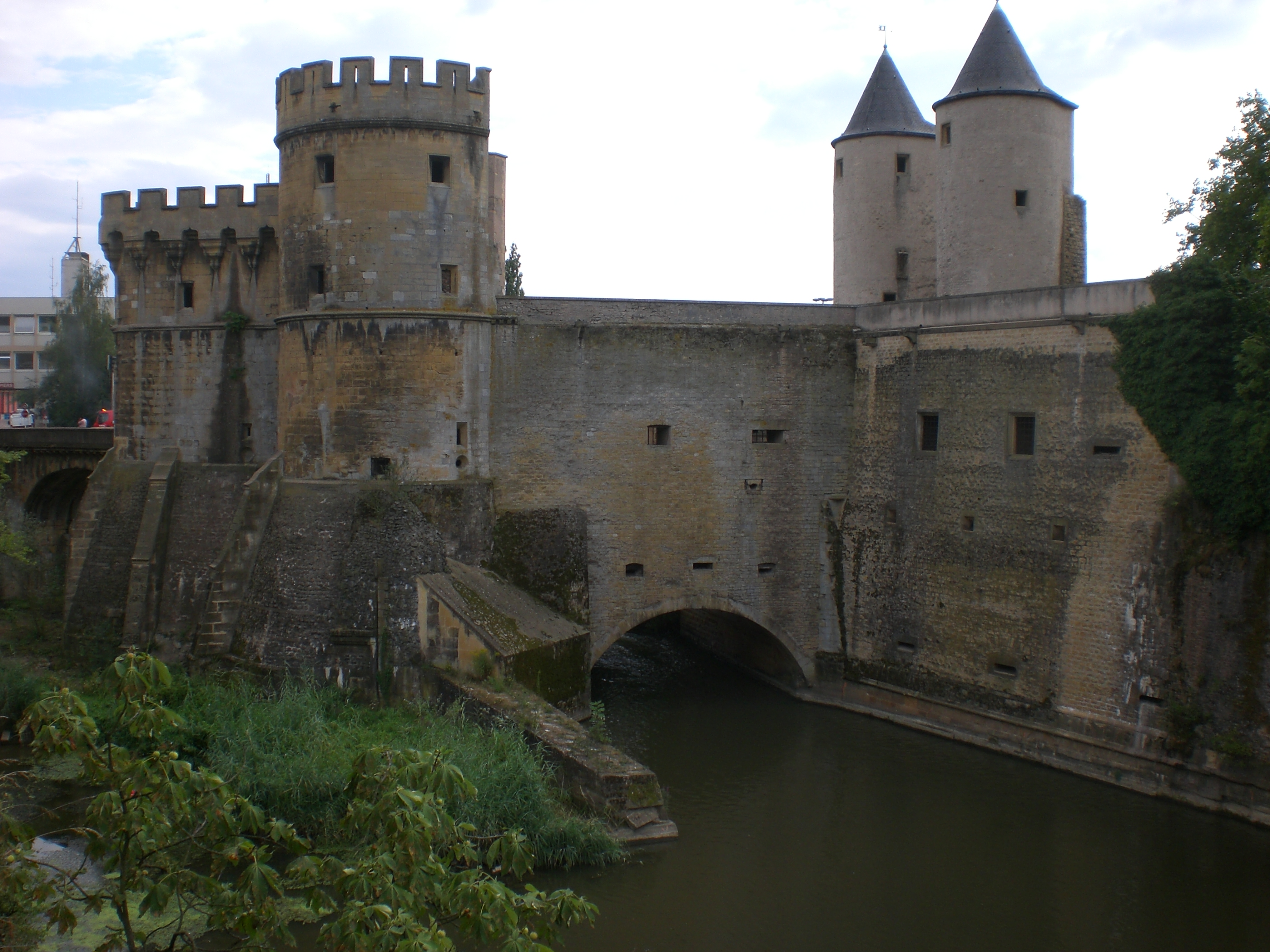
Мецские Ворота Немцев, XIII—XV вв.

Родился в 1441 году в Меце в семье местного торговца, члена гильдии бакалейщиков. В молодости служил писцом и клерком при городской ратуше Меца, в зрелом возрасте исполнял обязанности городского прокурора. Благодаря своей официальной должности, ему приходилось вступать в сношения с людьми самого разнообразного общественного положения, что, вероятно, и подало ему мысль начать писать свой «дневник» (Journal). Обзор событий повседневной жизни в Меце начинается в нём с января 1465 года и продолжается до 1501 года. За редкими исключениями, он представляет собой подневный перечень фактов, излагаемый по одной и той же форме, чаще всего, безо всякой причинно-следственной связи: фиксируется строительство новых зданий, браки и смертные случаи, военные дела и заключение мира, погодные явления и пр. Искусство рассказчика ограничивается лишь ясным и доступным изложением случившегося. Лишь в некоторых случаях, при описании важнейших событий, стиль летописи становится возвышенным: таковы рассказы Обриона о дипломатических миссиях властей города Меца с его собственным участием, в частности, отчёт о посольстве и рассказ о свидании мецских нобилей с французским королём. Они представляют собой важнейшую часть летописи Обриона, описывающего здесь события в качестве участника и очевидца.
Обрион лично входил в состав делегаций Меца, отправленных в 1471 и 1473 годах к Карлу Смелому, герцогу Бургундии. Затем он посетил Бурж, по возвращении из которого попал в руки бургундцев, и вернул себе свободу лишь за значительный выкуп. В 1477 году он был одним из делегатов посольства от жителей города Мец к Людовику XI, затем в Ножан, за восемнадцать или двадцать миль от Осера, в 1492 году он снова отмечен как активный участник в делах города Мец, отправившего посольство к архиепископу трирскому. Умер 10 октября 1501 года в Меце, где и был похоронен.

## Дневник
Стиль «дневника», или хроники Обриона — сухой и деловой, почти все фраза открываются неизменным item («кроме того…»), однако всё это оправдывается простотой и доступностью изложения, правдивостью рассказа. Местами его хроника содержит информацию, отсутствующую в других источниках, а непосредственное участие автору в описываемых событиях придаёт добавляет авторитет сочинению. Значение «дневника» как источника признавали уже современники Обриона, его автографическая рукопись долгое время переходила из рук в руки, пока не оказалась в придворной Венской библиотеке (ныне Австрийская национальная библиотека, MS 3378), две другие сохранившиеся рукописи хранятся в Библиотеке Святой Женевьевы в Париже и Британской библиотеке в Лондоне. Венская и Лондонская рукопись содержат также текст «Хроники настоятеля Сент-Экера», охватывающей события истории Меца XIII — начала XV веков, а с Парижского манускрипта в XVIII веке были сняты две копии. Сообщения в самом «дневнике» оканчиваются 1501 годом, вероятно, вследствие смерти автора, но позже дневник был продолжен до 1512 года Пьером Обрионом, двоюродным братом Жана.
В «Bibliotheque Historique de la France» (vol. iii. Nos. 38,770 et 38,777, et vol. iv.: Supplement to vol. iii. No. 38,770, ed. Fevret de Fontette) Ле Лонга отмечены две рукописи, атрибутированные Обриону: одна озаглавлена «Les Chroniques de la Ville de Metz», другая — «Journal de Jean Aubrion». Вероятно, они являются списками одного и того же произведения, излагающего, по словам Ле Лонга, историю Меца с 1464 по 1500 год, или, согласно Калмету, от смерти в 1477 году Карла Смелого до 1501 или 1502 года.
Впервые в полном объёме «дневник» Обриона был издан в 1857 году в Меце французским лингвистом и энциклопедистом Этьеном Лодераном Ларше, использовавшим рукописи из Вены и Парижа, но не сверявшим текст по Лондонскому манускрипту.

## Издания
- Journal de Jehan Aubrion, bourgeois de Metz, avec sa continuation par Pierre Aubrion, 1465—1512. Publié en entier pour la première fois par Lorédan Larchey. — Metz: Blanc, 1857. — 550 p.